# NGC 3054
NGC 3054是一个位于长蛇座的中間螺旋星系，1859年由克里斯蒂安·亨利·弗里德里希·彼得斯发现，可能位于NGC 2935星系群中。2006年1月，在该星系内发现超新星SN 2006T，2022年2月，澳大利亞望遠鏡緻密陣列观测到另一颗超新星SN 2022crv。